# Bahnhof Elm
Der Bahnhof Elm  ist ein Betriebsbahnhof der Deutschen Bahn an der Strecke Gemünden–Fulda. Bis 1914 war er ein wichtiger Bahnhof – auch im Fernverkehr – zwischen dem Rhein-Main-Gebiet sowie Berlin und Sachsen.

## Geografische Lage
Der Bahnhof liegt im Ortsteil Schlüchtern-Elm der Stadt Schlüchtern im Osten des Main-Kinzig-Kreises in Hessen.

## Ausgangslage
Nachdem die Kurhessische Ständeversammlung ein entsprechendes Gesetz erlassen hatte, konnte seit 1863 die Frankfurt-Bebraer Eisenbahn errichtet werden, die nahezu ausschließlich auf kurhessischem Gebiet verlaufen sollte. In Bebra bestand mit der Friedrich-Wilhelms-Nordbahn bereits ein Eisenbahnanschluss nach Kassel und in Richtung Sachsen und Berlin. Von Bebra aus wurde die Strecke nach Süden mit dem Ziel auf das ebenfalls kurhessische Hanau vorangetrieben. Nach der Annexion des Kurstaates durch das Königreich Preußen nach dem Preußisch-Österreichischen Krieg 1866 wurde das Projekt von Preußen übernommen und auch im südlichen Abschnitt mit dem Bau begonnen. Preußen konnte die Strecke binnen zweier Jahre vollenden.
Beim Bau der Strecke stellte sich die Herausforderung, den Hessischen Landrücken zwischen Vogelsberg und Rhön zu überwinden. Das war schwierig, da der Höhenzug quer zur Trasse liegt und damals auf einer Hauptstrecke lediglich eine Steigung von 1:100 möglich war. Der Bau eines etwa 3,5 Kilometer langen Tunnels, um den Höhenzug zu unterfahren, war zum damaligen Zeitpunkt noch nicht möglich – Dynamit stand noch nicht zur Verfügung, ein Tunnel hätte von Hand gegraben werden müssen. So wurde die Strecke hier in einer Spitzkehre über den Bergrücken geführt. Die Spitzkehre erhielt einen Bahnhof, den Bahnhof Elm.

## Spitzkehrenbahnhof

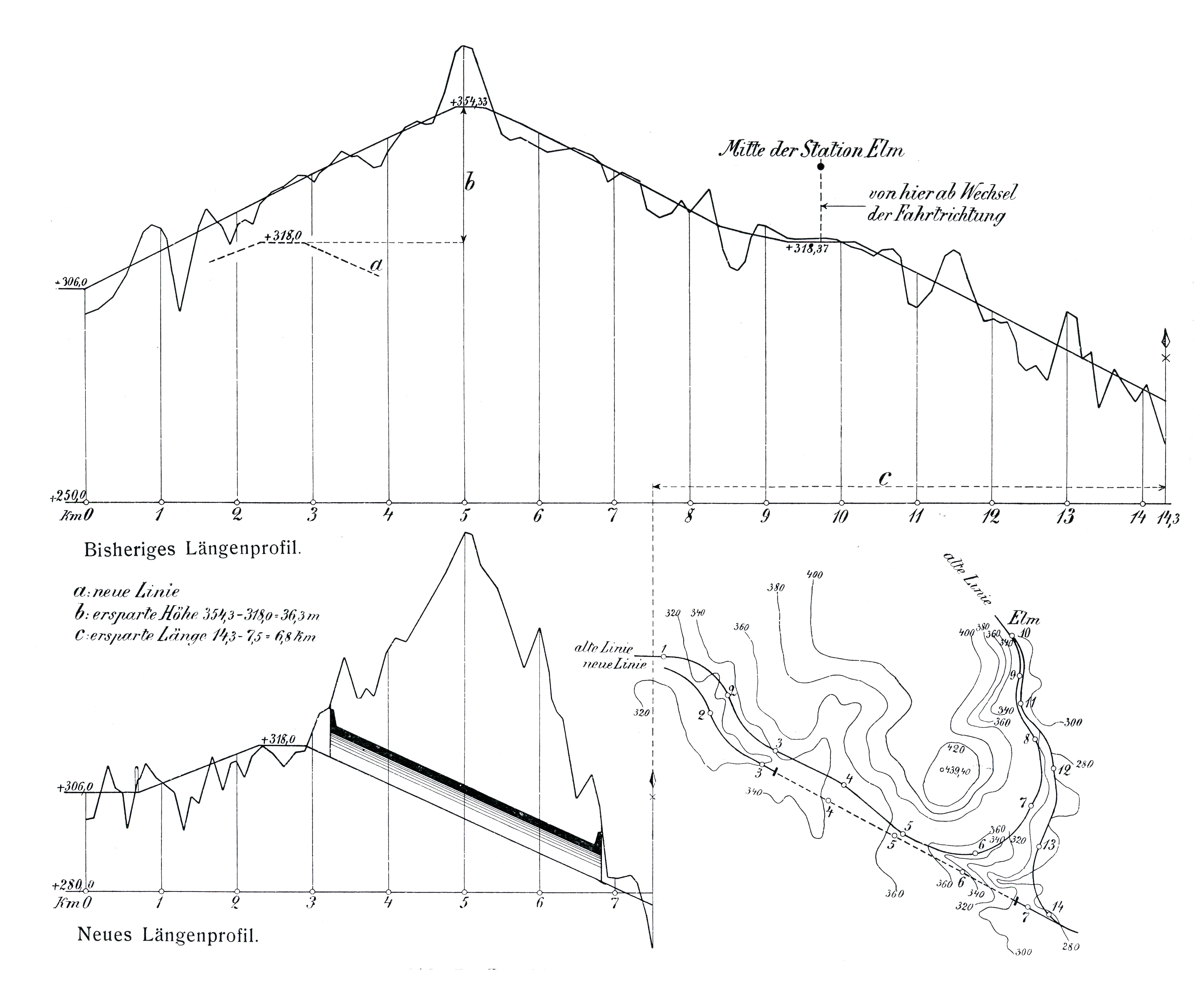
Skizze zum Ersatz der Spitzkehre Elm durch den Schlüchterner Tunnel, 1911

Zusammen mit der Strecke wurde der Bahnhof Elm 1868 in Betrieb genommen. Es gab hier eine Bahnmeisterei und einen eigenen Lokomotivbahnhof. Bis 1914 waren im Bahnhof Elm bis zu 350 Eisenbahner beschäftigt. Oberhalb des Bahnhofs entstand eine eigene Eisenbahnersiedlung.
Gleich von Anfang an hatte der Bahnhof Elm auch ein Empfangsgebäude, das in Insellage zwischen den Gleisen platziert wurde. Die Bedeutung des Bahnhofs im damaligen Eisenbahnbetrieb lässt sich daran ermessen, dass es genauso groß und auch stilistisch ähnlich ausgerichtet war wie die in Fulda und Bebra. Das Empfangsgebäude beherbergte auch eine Bahnhofsgaststätte, in der sich die Fahrgäste während der zum Lokomotivwechsel erforderlichen Pause versorgen konnten. Selbstverständlich gab es zwei große Wartesäle für Reisende erster und zweiter Wagenklasse sowie für die der dritten Wagenklasse.
Die zwischen Fulda und Hanau verkehrenden Züge setzten hier ihre Lokomotiven um oder wechselten sie. Das störte in der Anfangszeit nicht, da die durchschnittlichen Reisegeschwindigkeiten noch relativ niedrig lagen und die Dampflokomotiven damals häufig gewechselt werden mussten, um zu entschlacken und ihre Vorräte an Kohle und Wasser aufzufüllen. Schnellzüge hielten damals vier bis sechs Minuten in Elm, langsamere Züge bis zu einer halben Stunde.

## Erweiterung
1873 wurde am Kopfende des Bahnhofs Elm die – damals eingleisige – Bahnstrecke Gemünden–Elm angeschlossen. Elm wurde damit zum Durchgangsbahnhof, die Bahnstrecke Fulda–Flieden–Gemünden entstand. Allerdings mussten die Züge der Frankfurt-Bebraer Bahn hier weiterhin „Kopf machen“. Dies änderte sich erst mit der Inbetriebnahme des Schlüchterner Tunnels 1914, der den Hessischen Landrücken unterfährt.

## Schlüchterner Tunnel
Aufgrund des stark zunehmenden Verkehrs wurde die Spitzkehre des Bahnhofs Elm auf der Bebraer Eisenbahn zu einem betrieblichen Hindernis. Auch militärische Interessen forderten hier eine leistungsfähigere, weniger aufwändige Lösung. Außerdem stand nun Dynamit zum Sprengen eines Tunnels zur Verfügung. So wurde 1909 mit dem Bau des Schlüchterner Tunnels begonnen, der am 1. Mai 1914 in Betrieb genommen wurde. Damit konnte die Fahrzeit um etwa 20 Minuten verkürzt werden. Für den Bahnhof Elm bedeutete das auf Dauer einen drastischen Bedeutungsverlust: Züge zwischen Fulda und Hanau fuhren ihn nicht mehr an und die Strecke nach Gemünden war vor dem Zweiten Weltkrieg nur von nachrangiger Bedeutung. Einen eigenständigen Einzugsbereich für ein nennenswertes Fahrgastaufkommen besaß der Bahnhof nicht. Während der Mobilmachung für den Ersten Weltkrieg erlebte der Bahnhof noch einmal hektischen Betrieb: Aus Sicherheitsgründen war der Schlüchterner Tunnel gesperrt worden und der Verkehr lief wieder über die Spitzkehre.

## Ende als Verkehrsbahnhof

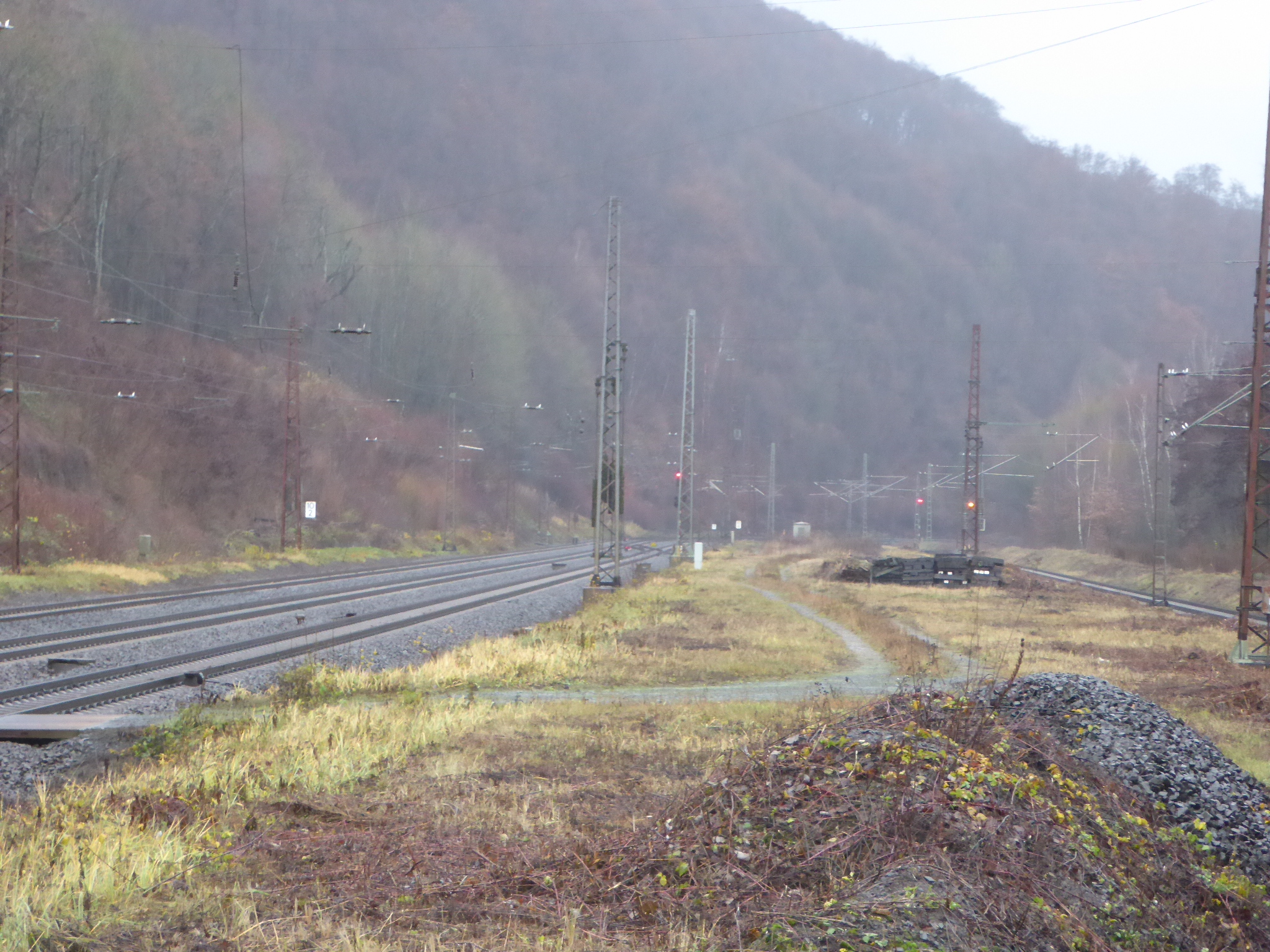
Blick auf den östlichen Bahnhofskopf des Bahnhofs Elm

Bereits 1918 wurden aber die beiden großen Wartesäle geschlossen und später als Turnhallen genutzt, im Zweiten Weltkrieg befand sich dort eine Fahrkartendruckerei der Reichsbahndirektion Frankfurt. Bei einem Luftangriff auf den Bahnhof am 25. November 1944 wurde auch das Empfangsgebäude zerstört. Der Wiederaufbau wurde nach dem Krieg begonnen, blieb aber weitgehend im Rohbau-Stadium stecken. 1955 wurde die Bahnmeisterei Elm aufgelöst. Mit dem Sommerfahrplan 1966 fielen die fahrplanmäßigen Züge über die Verbindungskurve vom Bahnhof Schlüchtern nach Elm weg. Sie wird erst seit dem Fahrplanwechsel im Dezember 2007 wieder von Personenzügen befahren, die allerdings nicht in Elm halten. 1978/79 wurde das Empfangsgebäude abgerissen, zum 20. Mai 1979 der Personenverkehr im Bahnhof Elm eingestellt. Er dient seitdem nur betrieblichen Zwecken, etwa Überholungen. Zwischen Gemünden und Fulda wird ein großer Teil des auf der Nord-Süd-Achse verlaufenden Schienengüterverkehrs unter Umgehung des Ballungsraums Rhein-Main abgewickelt.